# Balıklıgöl

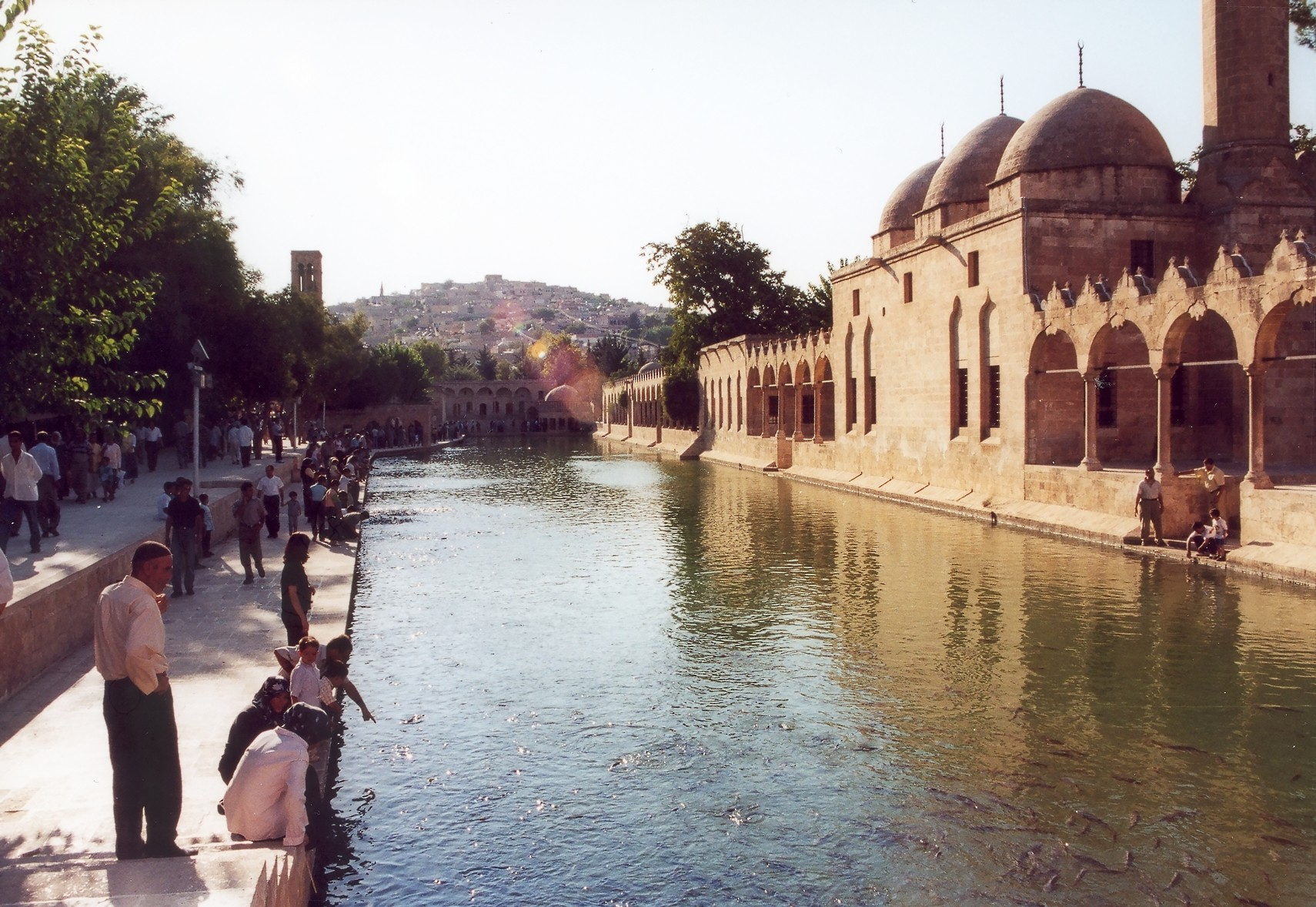
Balıklıgöl an der Halil-Rahman-Moschee

Der Balıklıgöl (deutsch Fischteich, Fischsee) ist ein künstlicher Teich im Südosten der Türkei in der Provinz Şanlıurfa. Der Teich liegt südwestlich des Stadtzentrums von Şanlıurfa. Er ist etwa 150 × 25 m groß. Der Teich wird  mit Abraham in Verbindung gebracht. Hier soll er ins Feuer geworfen, aber durch ein Wunder gerettet worden sein (Sure 21:68-69).
Zu dem Komplex gehören die Halil-Rahman-Moschee, Rizvaniye-Moschee und der Gölbaşı-Garten. Den Besuchern ist es gestattet, die Fische zu füttern, sie dürfen sie aber nicht fangen. Im Süden des Beckens liegt der Gölbaşı genannte Park, der von Kanälen durchzogen ist. Über diese ist der Balıklıgöl mit einem weiteren Teich mit Namen Ayn-i Zeliha Gölü verbunden, der eine Größe von 30 × 50 m hat. Im Südwesten des Sees liegt die Rizvaniye-Moschee, die in der Regierungszeit der Ayyubiden, einer muslimischen Dynastie, errichtet wurde. Jedes Jahr besuchen über eine Million Muslime aus der ganzen Türkei und anderen Ländern Şanlıurfa.
Auf dem Top Dağı südlich des Parks liegt in etwa 30 Metern Höhe die Zitadelle von Urfa.